# 西湖龙井
西湖龙井指产于中国杭州西湖一带的龙井茶，以“色绿、香郁、味甘、形美”闻名，是中国最著名的绿茶之一。

## 历史
唐朝茶学家陸羽在《茶经》中记载有“钱塘天竺、灵隐二寺产茶”。
宋朝时任知杭州事的苏轼考证后认为天竺寺所产茶叶为公元四百多年的南朝时期诗人谢灵运从天台山带到杭州。
元朝诗人虞集写有《游龙井》，称赞当时龙井出产的茶叶，其中有“烹煎黄金芽，不取谷雨后，同来二三子，三咽不忍漱”的诗句。
明万历十九年时编撰的《事物绀珠》列出了当时中国各地的名茶90多种，其中龙井排于第21位。说明此时西湖龙井已经有了一定的知名度。
清朝时，西湖龙井的种植加工得到了巨大的发展。乾隆曾四次来龙井观茶品茶，为龙井村题下“龙井八景”，甚至将其中十八棵茶树封为御茶，随后龙井一直成为清朝皇室的贡品。自清末民初开始，龙井茶的种植已经布满西湖湖西、湖南各处，形成了“狮、龙、云、虎”四个主要生产基地。
2008年，西湖龙井列入国家级非物质文化遗产，2011年“西湖龙井”商标注册为地理标志证明商标。2021年8月，西湖龙井国家地理标志产品保护示范区确定开始筹建。

## 品种
传统的西湖龙井为“龙井群体种”，此外种植比较多的还有无性系茶树“龙井43”和“龙井长叶”等。

## 种植
在西湖龙井的原产地，其主要害虫有假眼小绿叶蝉、黑刺粉虱、茶尺蠖和茶橙瘿螨等。

## 产地

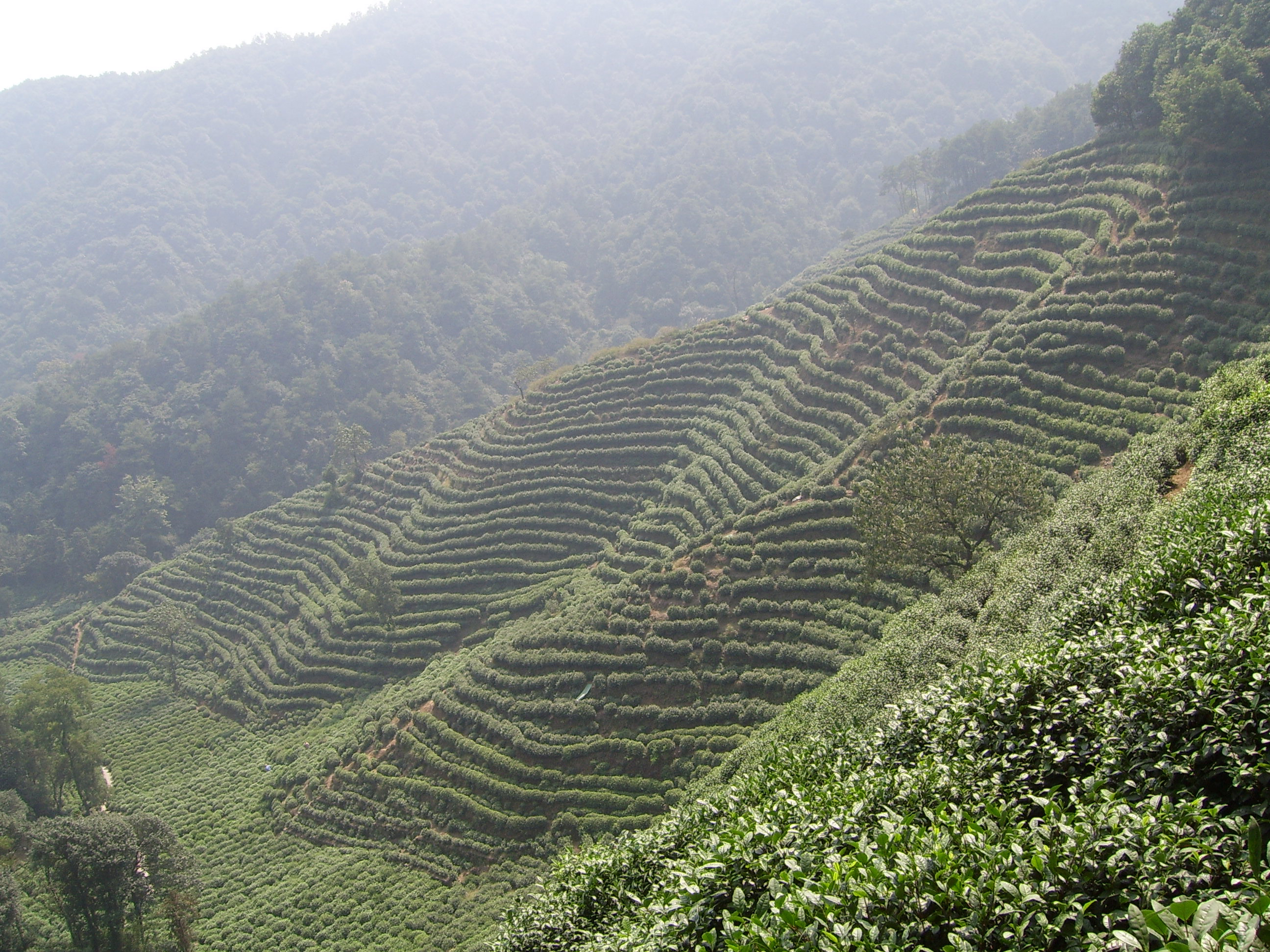
杭州茶山

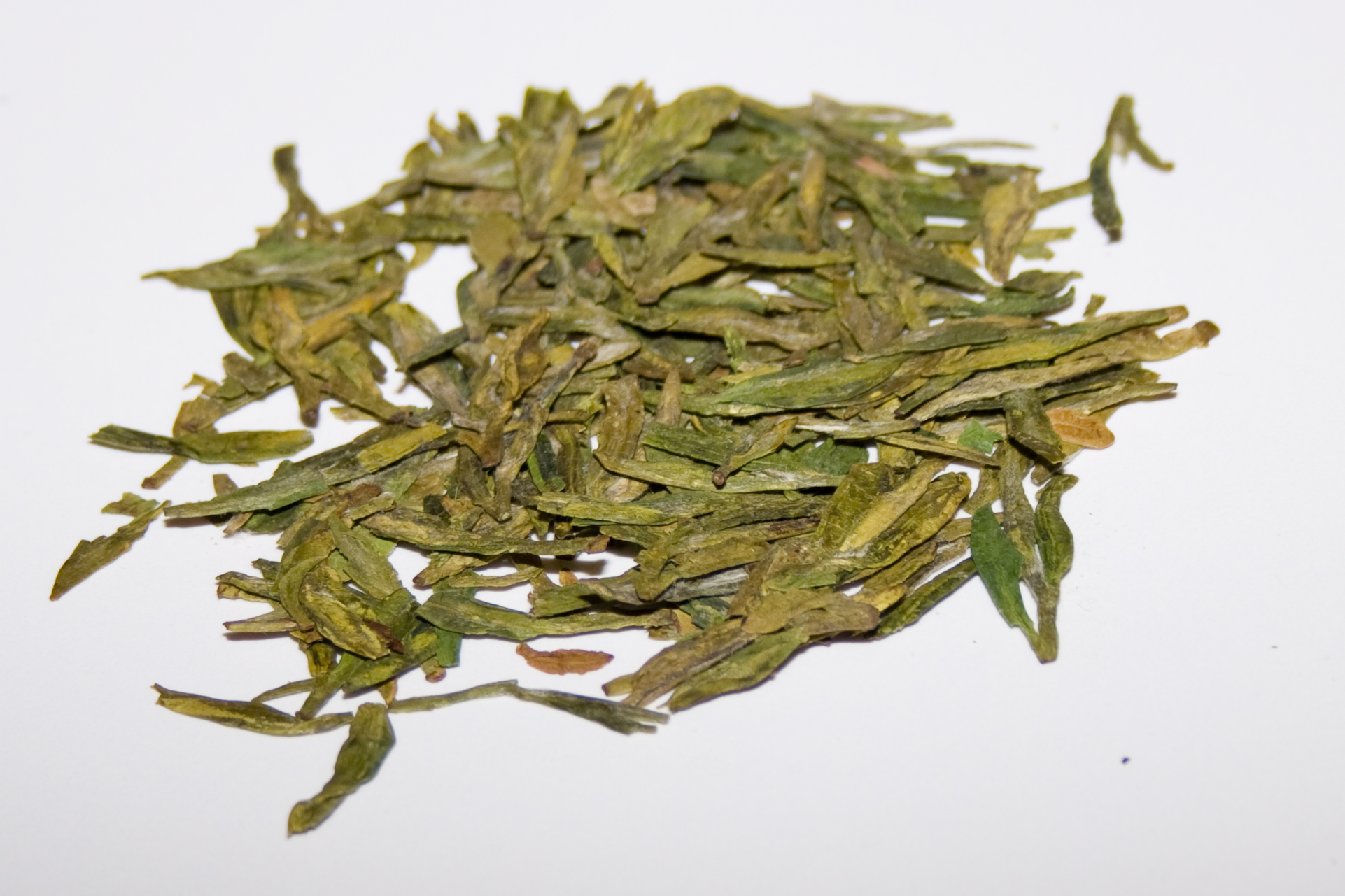
A级西湖龙井茶叶

自清末民初开始，西湖龙井分为狮，龙，云，虎四大产地：
- 狮为龙井村狮子峰一带，包括以狮子峰为中心的胡公庙、龙井村、上天竺、棋盘山一带，此处出产的西湖龙井被称为狮峰龙井，是西湖龙井中的上品，香气纯，颜色为“糙米色”；
- 龙为翁家山、杨梅岭、上下满觉陇、白鹤峰一带，此处出产被称为石屋四山龙井，其中翁家山所产可以媲美狮峰龙井；
- 云为云栖、梅家坞、十里琅铛之西、五云山一带，是西湖龙井产量最大的地区。此处出产被称为梅坞龙井，色泽翠绿，外形美观；
- 虎为虎跑、四眼井、赤山埠、三台山一带，后来又包括了其他一些湖边平地的茶园。

2011年，“西湖龙井”成为地理标志证明商标之后，只有注册地和生产地都位于地理标志证明商标范围内的企业才能将其茶叶标为“西湖龙井”。“西湖龙井”保护生产地包含西湖风景名胜区及一些周边地区，共168 km2（65 sq mi），其中茶地1391.7公顷。
西湖龙井一年可采摘三次，春茶在一芽四叶或五叶时采摘，夏茶在一芽三叶或四叶时采摘，秋茶在一芽二叶或三叶时采摘。整个西湖景区内西湖龙井的春茶产量约140吨，每年都需要聘用外地工人采茶，年外地茶工需求量为7500至8000人。

## 炒制

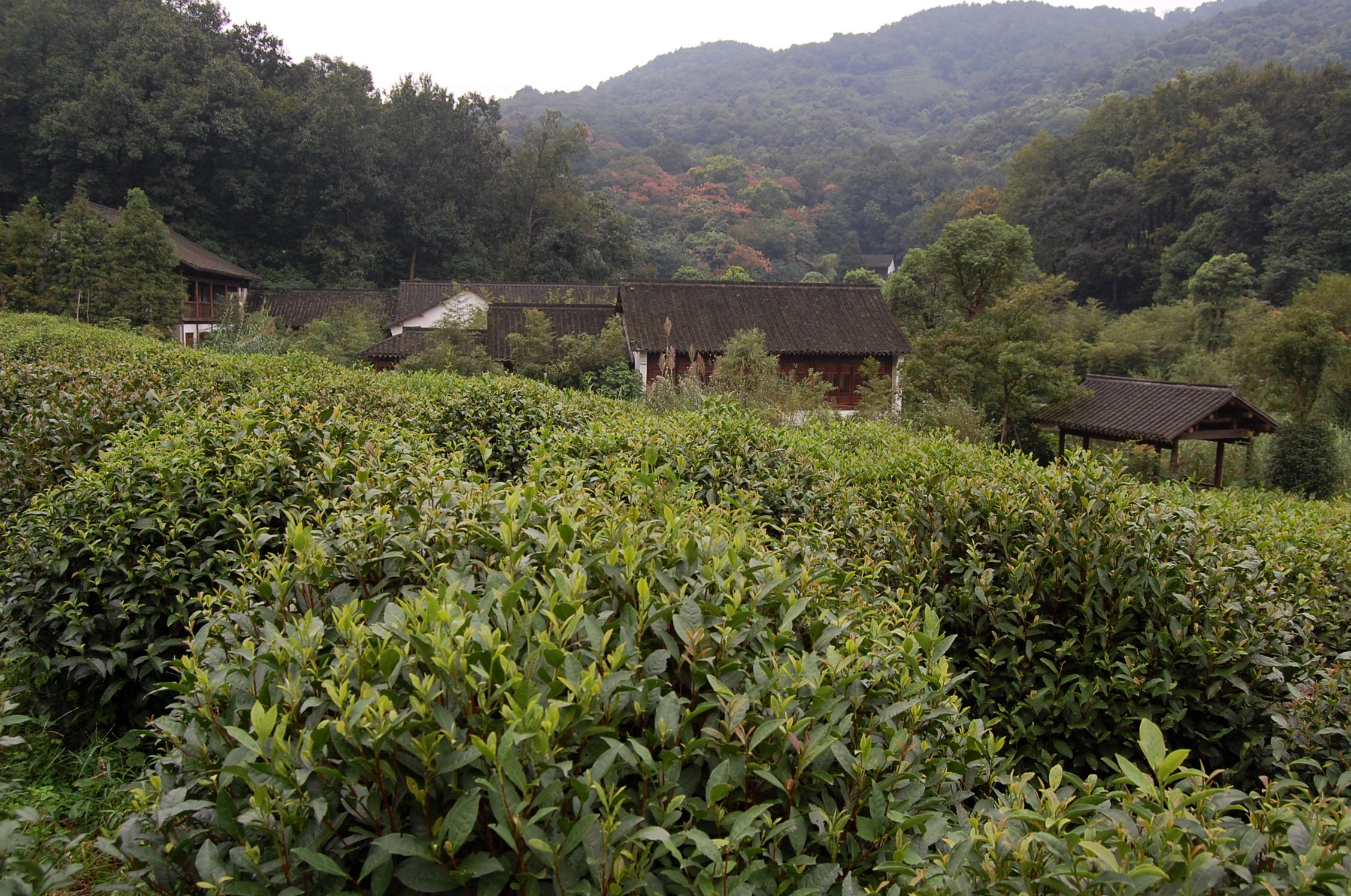
龙井茶树

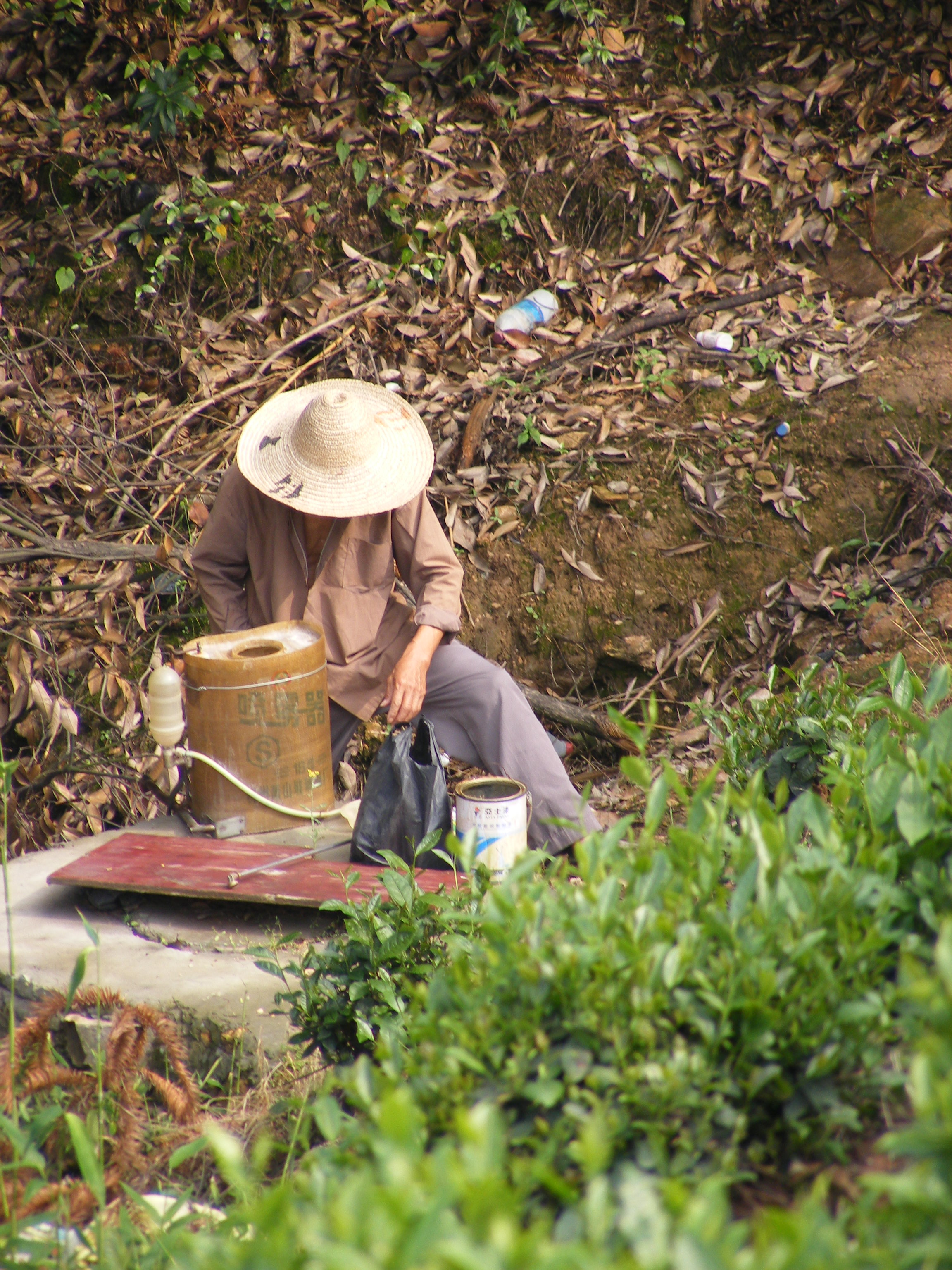
杭州茶农准备打农药

西湖龙井的炒制需要手工完成，通常的工艺包括“抖、带、挤、甩、挺、拓、扣、抓、压、磨”十大手法。
整个炒茶过程分为青锅、回潮、辉锅三个阶段：
- 青锅是在15分钟内将茶叶初步成型为扁平，茶叶被炒至七八成干。
- 回潮是将经过了青锅步骤的茶叶起锅摊平在竹筛中回潮，大约需要一个小时时间。
- 辉锅是将回潮后的茶叶加入锅中炒干，使水分小于5%，并且进一步定型。大约需要20分钟。

辉锅后的茶叶起锅晾凉就是成品的西湖龙井了。
各个步骤地具体操作和时间由炒茶人根据自己经验来决定，一个好的炒茶人需要在十来岁的时候就开始学习炒茶技术，炒茶技术对西湖龙井成品的品质影响很大。传统上，西湖龙井是由女人采茶，男人炒茶，但是现在也有很多女炒茶人。

## 饮用
西湖龙井以“色绿、香郁、味甘、形美”著名：
- 色绿：茶叶翠绿或带糙米色，汤色碧绿澄清。
- 香郁：茶叶香气清爽持久。
- 味甘：滋味甘鲜醇和。
- 形美：外形扁平光滑，大小均匀。

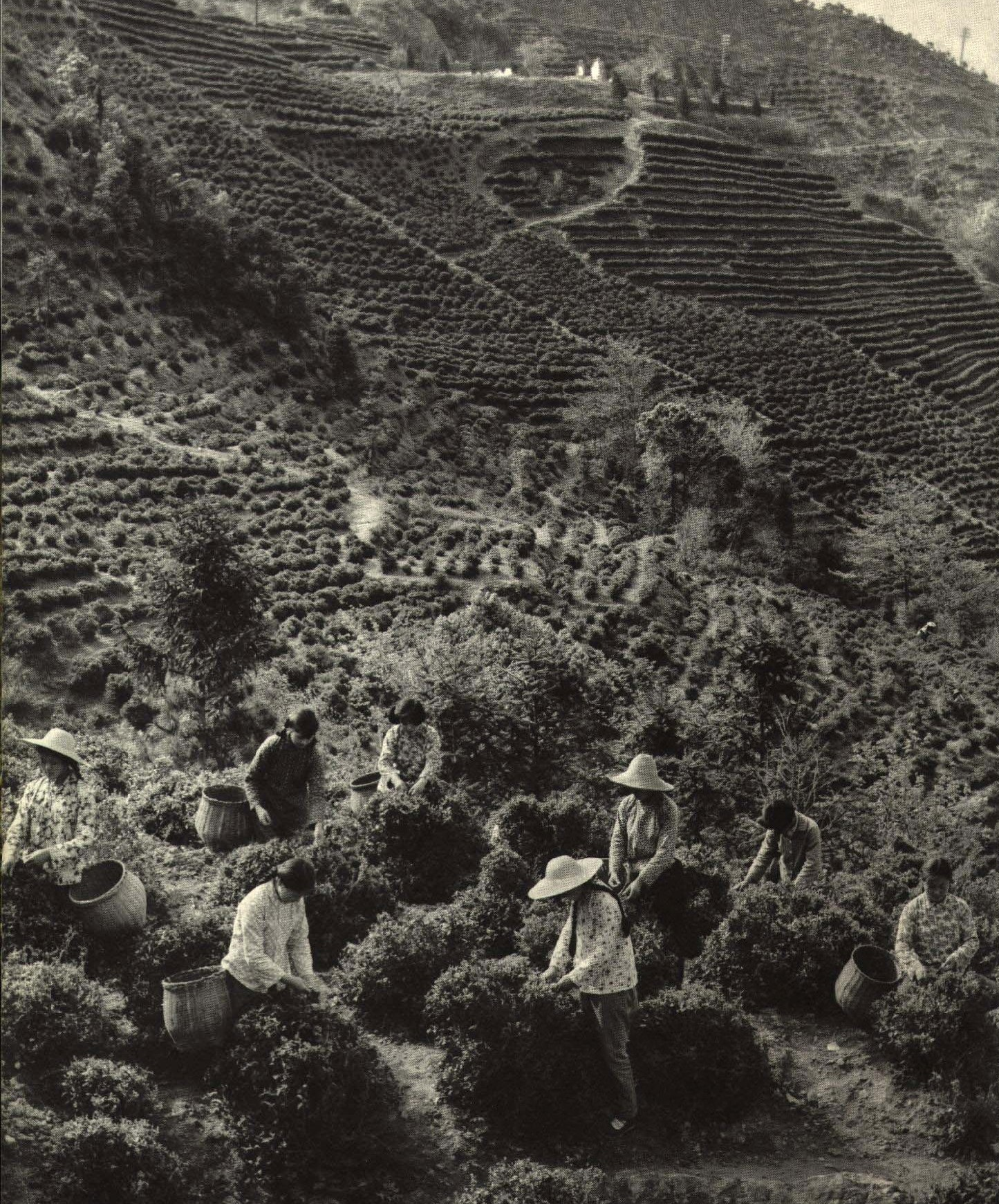
1965年西湖龙井公社在采茶

其冲泡温度常认为是85摄氏度，但实际上实验发现，西湖龙井呈味物质浓度在100℃和80℃冲泡4分钟、常温冲泡60分钟等不同条件下并无显著差异。
除了直接饮用，西湖龙井还用来制作龙井虾仁等杭州特色菜。

## 问题
雖然中國政府決意保護西湖龍井炒茶技藝以免失傳，但掌握炒茶技藝的人越來越少，甚至有失傳之虞。中國茶葉博物館曾推動免費培訓，但出席人士大多年紀超過四十歲。據一位茶農所述，炒茶技術「看看不值錢，學學兩三年」。年輕人不願意學這樣的苦差，而茶農們亦寧願後代念書，到外面謀生活。
西湖龙井存在大量假冒现象，2021年10月29日，杭州市十三届人大常委会通过《杭州市西湖龙井茶保护管理条例》，旨在打击假冒的龙井茶。